# اس‌اس امپایر بالاد
اس‌اس امپایر بالاد (به انگلیسی: SS Empire Ballad) یک کشتی بود که طول آن ۴۱۶ فوت ۶ اینچ (۱۲۶٫۹۵ متر) بود. این کشتی در سال ۱۹۴۱ ساخته شد.